# Georges Lorgeou
Georges Lorgeou (Parigi, 17 luglio 1883 – Le Mans, 5 maggio 1957) è stato un ciclista su strada francese, professionista dal 1901 al 1913.

## Carriera
Non colse successi nella sua carriera ma piazzamenti di notevole prestigio nelle grandi corse il linea dell'epoca eroica del ciclismo.  
Nel 1901 fu secondo alla Parigi-Tours (ottavo nel 1908 e settimo nel 1911), e identico risultato colse alla Parigi-Roubaix del 1908. Sempre nel 1908 fu ottavo alla Bordeaux-Parigi, corsa massacrante che si correva dietro moto.
Nel 1906 partecipò alle più importanti classiche italiane dell'epoca: undicesimo alla Milano-Sanremo, sesto al Giro di Lombardia e secondo alla Milano-Modena.
Prese parte a due edizioni del Tour de France. Nel Tour del 1903 era però iscritto solo per partecipare alla quarta tappa, la Tolosa-Bordeaux di 268 km, la più "corta" della prima edizione della Grande Boucle, vinta dallo svizzero Charles Laeser.
Nel Tour del 1908 invece partì sin dall'inizio ma si ritirò alla quinta tappa.

## Piazzamenti

### Grandi Giri
- Tour de France

1903: 4ª tappa
1908: ritirato (5ª tappa)

### Classiche monumento
- Milano-Sanremo

1909: 11º
- Parigi-Roubaix

1903: 5º
1908: 2º
1910: 14º
1911: 20º
- Giro di Lombardia

1909: 6º